# Smalvingat lövfly
Smalvingat lövfly (Spodoptera exigua) är en fjärilsart som beskrevs av Jacob Hübner 1803/08. Smalvingat lövfly ingår i släktet Spodoptera och familjen nattflyn. Arten förekommer tillfälligt i Sverige, men reproducerar sig inte. Inga underarter finns listade i Catalogue of Life.

## Bildgalleri

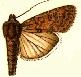
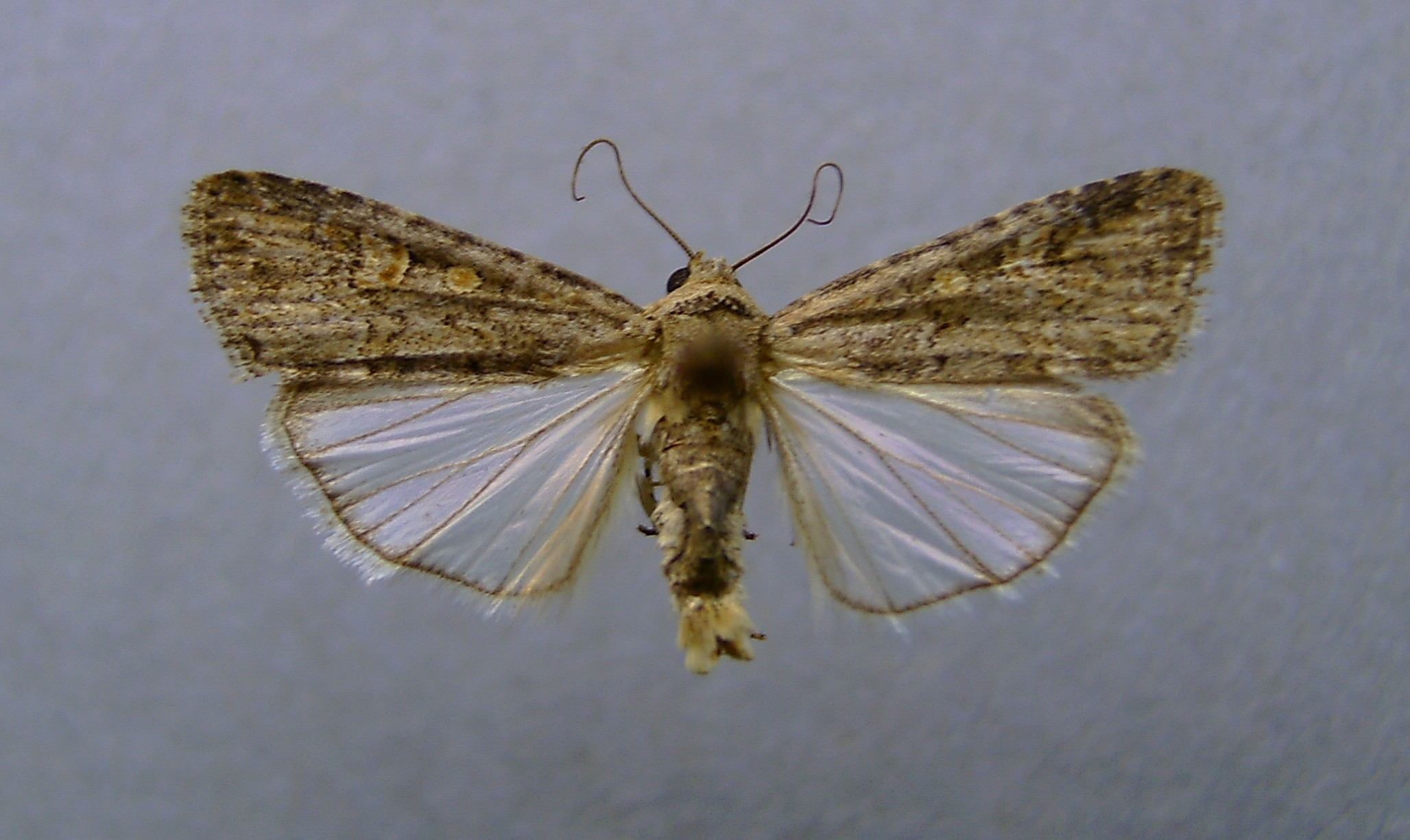